# Montreal Manic
El Montreal Manic fue un equipo de fútbol de Canadá que alguna vez formó parte de la North American Soccer League, la desaparecida liga de fútbol más importante de los Estados Unidos.

## Historia
Fue fundado en el año 1981 en la ciudad de Montreal tras adquirir la franquicia del Philadelphia Fury y fueron el primer equipo de fútbol profesional de Montreal desde que el Montreal Olympique desapareció en 1973.
Tienen el récord de ser el equipo que más aficionados ha llevado a un partido de la NASL, fue en los playoffs de 1981 ante el Chicago Sting el 2 de septiembre, pero en las dos primeras temporadas se reportaron pérdidas por 7 millones de dólares, lo que llevó al equipo a realizar préstamos, ventas y asociarse con los Montreal Expos por los derechos de televisión, y como su promedio de asistencia a los partidos era inferior a 20.000 espectadores, no pudieron mantener la solvencia económica necesaria y desaparecieron en 1983.

## Temporadas
| Año     | Liga                   | G  | P  | Pts | Temporada regular                       | Playoffs         | Promedio de asistencia |
| ------- | ---------------------- | -- | -- | --- | --------------------------------------- | ---------------- | ---------------------- |
| 1981    | NASL                   | 15 | 17 | 141 | 2, División Este                        | Cuartos de final | 23,704                 |
| 1981-82 | NASL Indoor            | 9  | 9  | —   | 1, Conferencia Americana, División Este | 1.ª ronda        |                        |
| 1982    | NASL                   | 19 | 13 | 159 | 2.º División Este                       | 1.ª ronda        | 21,348                 |
| 1983    | NASL Indoor Grand Prix | 5  | 3  | 53  | 1.º Preliminar                          | Finalista        | 6,972                  |
| 1983    | NASL                   | 12 | 18 | 124 | 4.º División Este                       | Semifinales      | 9,910                  |

## Jugadores

### Jugadores destacados
| - Mehdi Cerbah (1982–1983) - Gerry Gray (1983) - Mike Hewitt (1983) - Gordon Hill (1981–82) - Dwight Lodeweges (1983) | - Bobby Smith (1981) - Bob Rigby (1981-1982) - Frantz Mathieu (1983) - Dale Mitchell (1983) - Alan Willey (1981–83) |

## Entrenadores
- Eddie Firmani 1981-1982
- Andy Lynch (1983)